# Барон Мултон из Гисленда
Барон Мултон из Гисленда (англ. Baron Multon of Gilsland) — дворянский титул в системе пэрства Англии, созданный в 1307 году для Томаса де Мултона. После его смерти в 1313 году титул унаследовала его дочь, вышедшая замуж за Ральфа Дакра, однако для него в 1321 году был создан собственный титул — барона Дакра.

## История
История титула связана с родом Мултонов (Молтонов). Один из представителей этого рода, Томас Молтон (умер в 1240), центром владений которого был замок Молтон в Линкольншире, оставил от двух браков 4 сыновей. Единственный сын от второго брака с Адой де Морвиль, Томас II де Мултон, унаследовал от матери баронию Бруф в Камберленде, а благодаря браку с Матильдой де Во получил в приданое баронию Гисленд в Камберленде.
Правнук Томаса II де Мултона, Томас (V) де Мултон (умер в 1313), в 1307 году был вызван в английский парламент как 1-й барон Мултон из Гисленда. Однако он оставил только дочь, Маргариту, унаследовавшую титул и поместья. Она вышла замуж за Ральфа Дакра (умер в 1239), который в 1321 году был вызван в английский парламент как барон Дакр в собственном праве. Титул же барона Мултон из Гисленда больше не использовался.
Позже для одного из потомков Ральфа и Маргариты был создан титул барона Дакра из Гисленда.

## Феодальные бароны Гисленда
- Томас II де Мултон[англ.] (умер в 1271), феодальный барон Бруфа и Гисленда[2][3].
- Томас IV де Мултон, феодальный барон Бруфа и Гисленда с 1293 года, внук предыдущего[3].

## Бароны Мултон из Гисленда (креация 1307 года)
- 1307—1313: Томас де Мултон[англ.] (умер в 1313), феодальный барон Бруфа и Гисленда, 1-й барон Мултон из Гисленда с 1307 года, сын предыдущего[3].
- 1313—1361: Маргарита де Мултон[англ.] (умерла в 1361), дочь предыдущего[3].
Ральф Дакр (около 1290—1339), 1-й барон Дакр с 1321 года.